# 铁屎墩冶炼遗址
铁屎墩冶炼遗址，位于中国广东省佛山市南海区西樵镇，为一处清代古遗址。1994年7月5日，列入南海市文物保护单位；2006年，列入佛山市文物保护单位。